# Helmut Wechsler
Helmut Wechsler ist ein Schauspieler.

## Leben
1991 hatte Wechsler in dem Film Wildfeuer seinen ersten Auftritt. Er spielte 1993 bis 1995 in der Fernsehserie Tatort erstmals einen größeren Handlungsbogen. Er spielte 1998 bis 2000 in vier Folgen der Fernsehserie Café Meineid mit.

## Filmografie
- 1991: Wildfeuer
- 1993: Durst
- 1993: Tatort: Himmel und Erde
- 1994: Lutz & Hardy (Fernsehserie, Folge 1x05)
- 1995: Tatort: Im Herzen Eiszeit
- 1997: Es geschah am hellichten Tag (Fernsehfilm)
- 1998: Der Bulle von Tölz: Mord im Irrenhaus
- 1998: Der Bulle von Tölz: Der Mistgabelmord
- 1998–2000: Café Meineid (Fernsehserie, 4 Folgen)